# Johannes Reinhold Aspelin

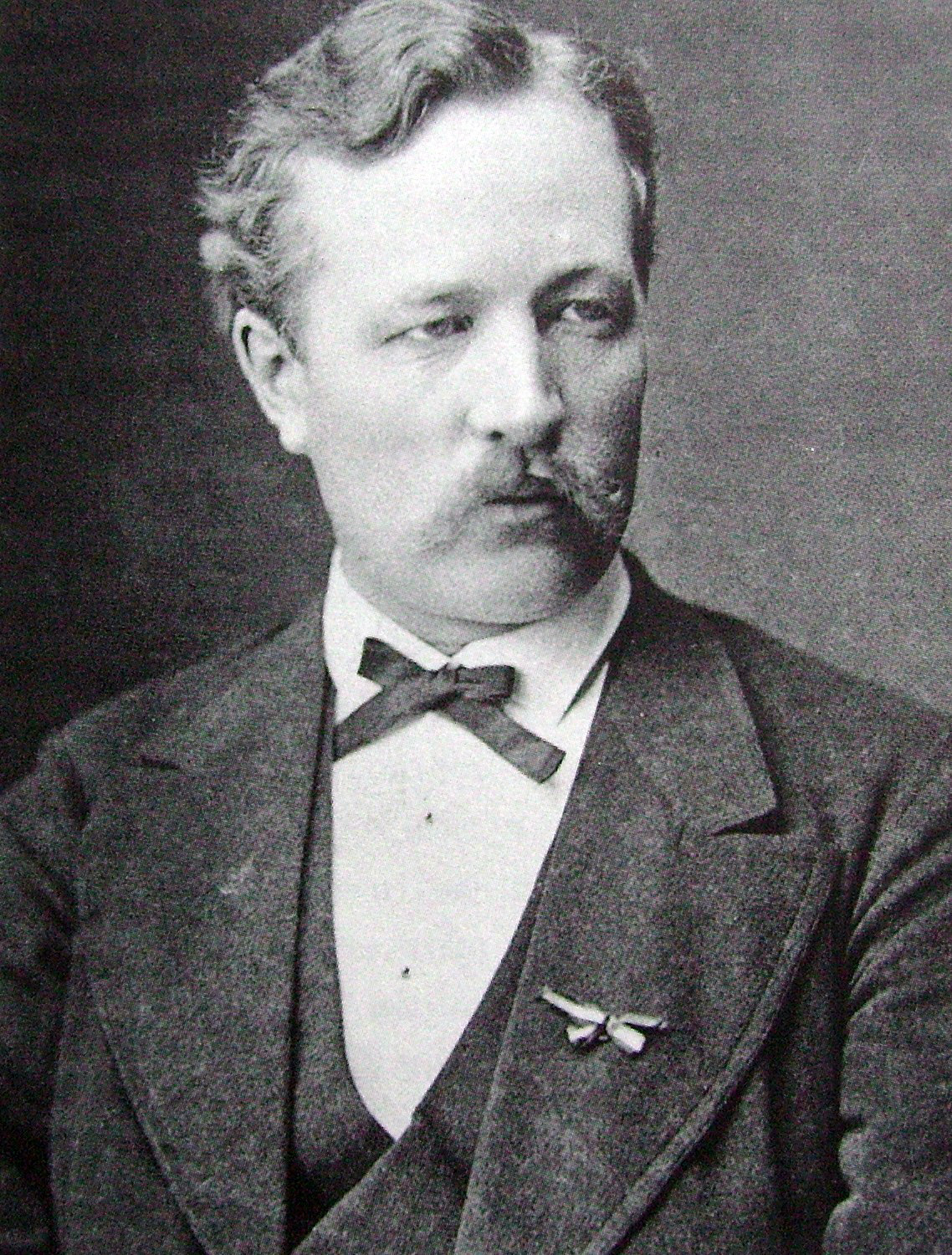
Johannes Reinhold Aspelin

Johannes Reinhold Aspelin (russisch Йоганн Рейнгольд Аспелин; schwedisch Johan Reinhold Aspelin, * 20. Julijul. / 1. August 1842greg. in Messukylä; † 16. Maijul. / 29. Mai 1915greg. in Helsingfors) war ein finnischer Archäologe.

## Leben
Er war ein Sohn des Pastors Henrik Reinhold Aspelin (1806–1869) und der Gustava Eriksdotter Snellman (1816–1880). Aus seiner Ehe mit Anna Sofie Elisabet Nielsen (1850–1930) gingen zwei Söhne und eine Tochter hervor. Der Kunsthistoriker Eliel Aspelin (1847–1917) war sein Bruder.
Aspelin verbrachte seine Kindheit und Jugend in Österbotten, wo er auch seine Schulbildung bis zur Reifeprüfung absolvierte. 1862 schrieb er sich an der Universität Helsingfors ein. Sein Studien- und späterer Forschungsschwerpunkt war die Frühgeschichte Finnlands als auch die der finno-ugrischen Völker. Nach längeren Studienreisen in Museen in Russland, insbesondere des Baltikums, Skandinaviens und Deutschlands wurde er 1875 zum Dr. phil. promoviert.
Bereits vorher arbeitete er im historisch-ethnografischen Museum der Universität und seit 1867 im Staatsarchiv in Helsinki. 1867 nahm er als Assistent von Karl August Bomansson an den Ausgrabungen in Kökar auf Åland teil. In den Jahren 1878 bis 1885 war er außerordentlicher Professor für Nordische Archäologie an der Universität Helsinki. Hiernach wurde er zum ersten staatlichen finnischen Archäologen ernannt wurde, eine Stellung, die Aspelin bis zu seinem Tod 1915 ausfüllte.
Er gründet 1870 die Finska fornminnesförening und war bis 1885 deren Vorsitzender. Er war weiterhin einer der Hauptinitiatoren der Gründung des Finnischen Nationalmuseums. Er begründete die kritische quellenbasierte Geschlechtsforschung in Finnland und war von 1878 bis 1882 erster titulierter Ritterhaus-Genealoge. Aspelin war Mitglied der Königlichen Schwedischen Akademie der Literatur, der Geschichte und der Altertümer sowie seit 1892 Ehrenmitglied der Gelehrten Estnischen Gesellschaft.

### Veröffentlichungen (Auswahl)
- Kokoilemia muinaistutkinnon alalta. 1, Etelä-Pohjanmaalta, 1871
- Suomalais-ugrilaisen muinaistutkinnon alkeita, 1875
- Muinaisjäännöksiä Suomen suvun asumus-aloilta, 1877–1884
- De la civilization prehistorique des peuple et de leur permiens Commerce avec l’oriental: notice archeologique, 1878
- Antiquités du Nord Finno-Ougrien. V. L’age du fer. Antiquités des Provinces Baltiques, Helsingfors, St. Petersbourg, Paris, 1884
- La rosomonorum gens et le ruotsi etude d’histoire et d’archeologie: respectueusement dediee au Congres Archeologique d’Odessa le 27(15) aout 1884, 1884
- Suomen asukkaat pakanuuden aikana, 1885
- Types de peuples de l’ancienne Asie centrale: souventir de l’Ienissei dedie a la societe imperiale d’archeologie de Moscou, 1890
- Tschudische Inschriften am oberen Jenisei, Zschr. f. Ethol. XX. 1890
- Die Steppengräber im Kreise Minussinsk am Jenissei. Studien im Gebiet der Inschriftsteine, Finnisch-ugrische Forschungen XII. 1912

siehe auch
- Alt-Altaische Kunstdenkmäler: Briefe und Bildermaterial von J. R. Aspelins Reisen in Sibirien und der Mongolei 1887–1889, herausgegeben von Hjalmar Appelgren-Kivalo, 1931